# Каширін Юрій Олексійович
Каширін Юрій Олексійович (20 січня 1959) — радянський велогонщик.
Олімпійський чемпіон 1980 року в роздільній командній гонці.
Срібний призер Чемпіонату світу з велоперегонів на шосе 1981 року в роздільній командній гонці, бронзовий призер 1982 року в роздільній командній гонці.